# Llautó
El llautó és un aliatge de coure i zinc. Quan té un origen natural és considerat un mineral de la classe dels elements natius, també conegut com a α-llautó.

## Característiques
La seva fórmula química és Cu₃Zn, i cristal·litza en el sistema isomètric. És més dur que el coure, és dúctil i es pot forjar en planxes fines.
Segons la classificació de Nickel-Strunz, el llautó pertany a «01.AB - Metalls i aliatges de metalls, família zinc-coure» juntament amb els següents minerals: cadmi, reni, zinc, titani, danbaïta, zhanghengita, α-llautó, tongxinita i zinccopperita, així com de tres espècies més encara sense nom definitiu.

## Llautó artificial
L'aliatge actual es va començar a utilitzar cap al segle xvi. Antigament s'anomenava llautó qualsevol aliatge de coure, especialment aquell realitzat amb estany. És possible que el llautó dels temps antics estigués fet amb coure i estany, el que coneixem avui per bronze.
La seva mal·leabilitat varia segons la seva composició i la temperatura, i es pot barrejar amb altres substàncies, fins i tot en quantitats mínimes. Alguns tipus de llautó són mal·leables només en fred, altres només en calent, i alguns no ho són a cap temperatura. Tots els tipus d'aquest aliatge es tornen trencadissos quan s'escalfen a una temperatura pròxima al punt de fusió.

### Obtenció
Per a obtenir llautó es barreja zinc amb coure en gresols o en un forn de reverber o de cubilot. Els lingots es laminen en fred. Les barres o planxes es poden laminar en barretes o tallar-se en tires susceptibles d'estirar-se per fabricar filferro.

### Tipus
N'hi ha de molts tipus, puix que, segons la utilització a què estigui destinat, el llautó té una composició química diferent. Alguns exemples són els següents:
- Llautó (Cu63/Zn37): 63% de Coure + 37% de Zinc
- Llautó (Cu70/Zn30): 70% de Coure + 30% de Zinc
- Llautó de forja:

Cu (Coure): 58,0 - 61,0%
Pb (Plom): 1,5 - 2,5%
Fe (Ferro): 0,30% (màx.)
Altres conjuntament: 0,50% (màx.)
Zn (Zinc): la resta
- Llautó per a mecanitzat:

Cu (Coure): 57,0 - 59,0%
Pb (Plom): 2,5 - 3,5%
Fe (Ferro): 0,5% (màx.)
Sn (Estany): 0,4% (màx.)
Ni (Níquel): 0,5% (màx.)
Al (Alumini): 0,1% (màx.)
Altres conjuntament: 0,2% (màx.)
Zn (Zinc): la resta